# Costa

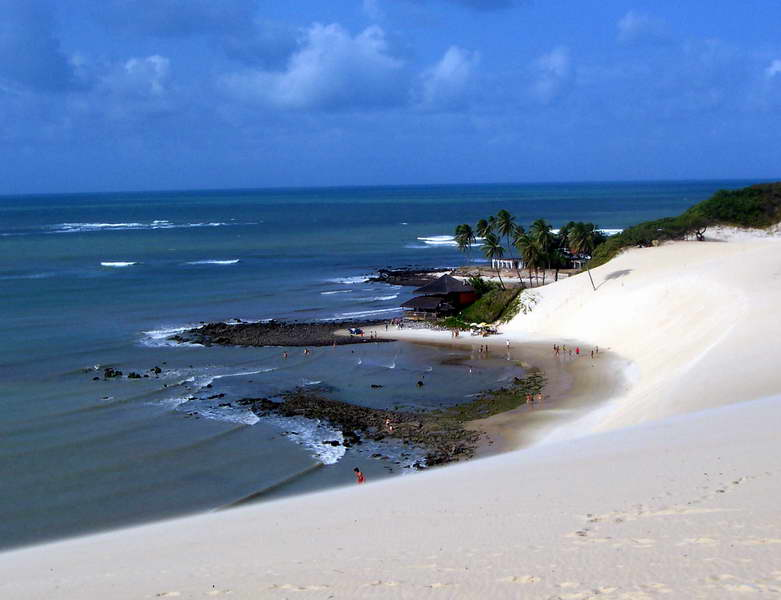
Océano Atlántico: La costa este de Brasil (Genipabu, Río Grande del Norte).

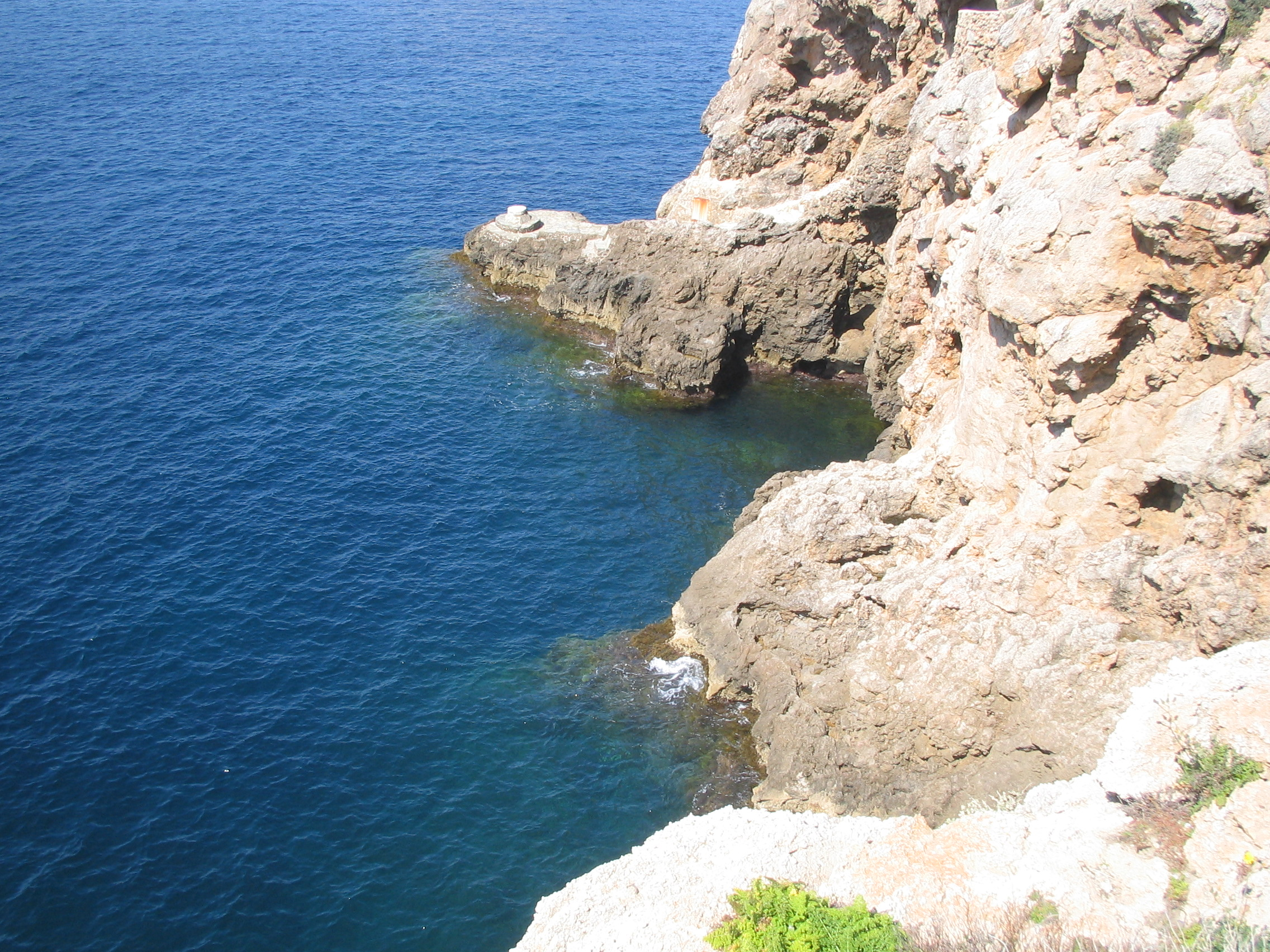
Acantilado de la costa de Mallorca (España).

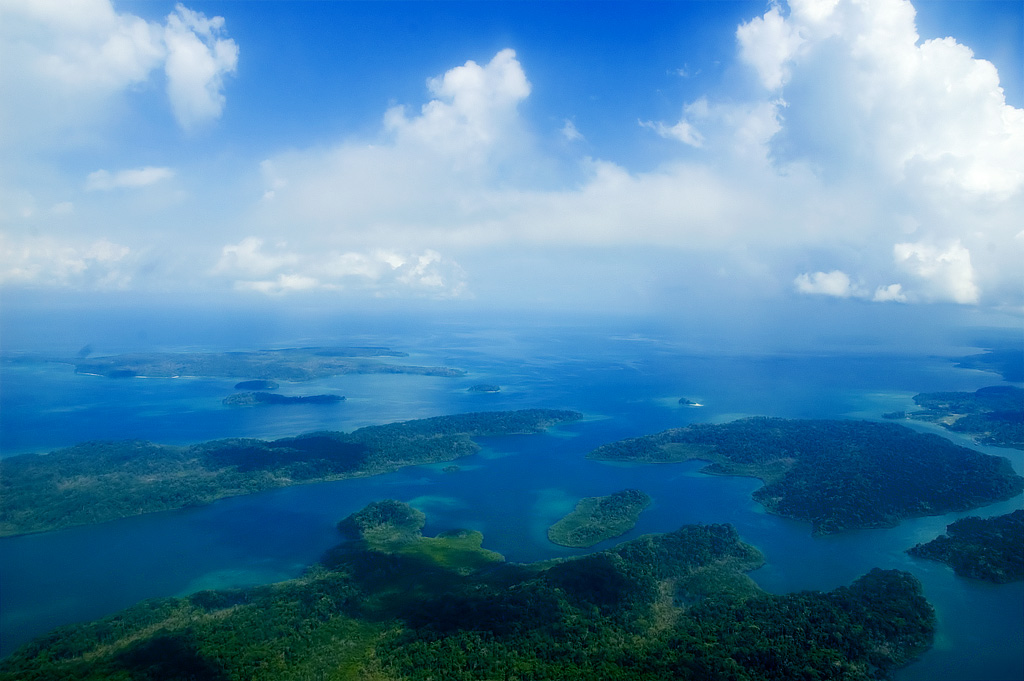
Océano Índico: costas de las Islas Andamán, India, en la Bahía de Bengala.

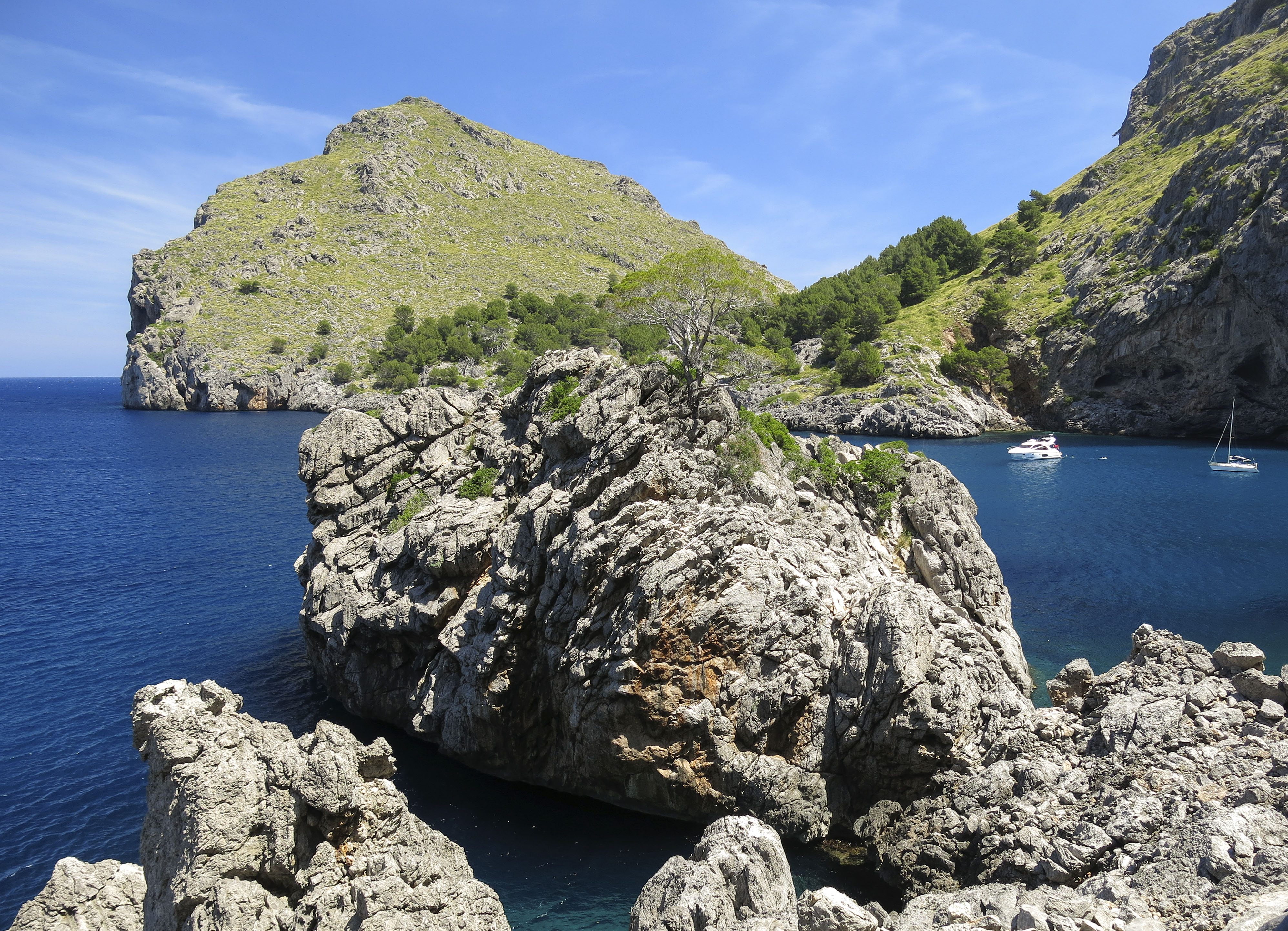
Costa de Escorca, Mallorca.

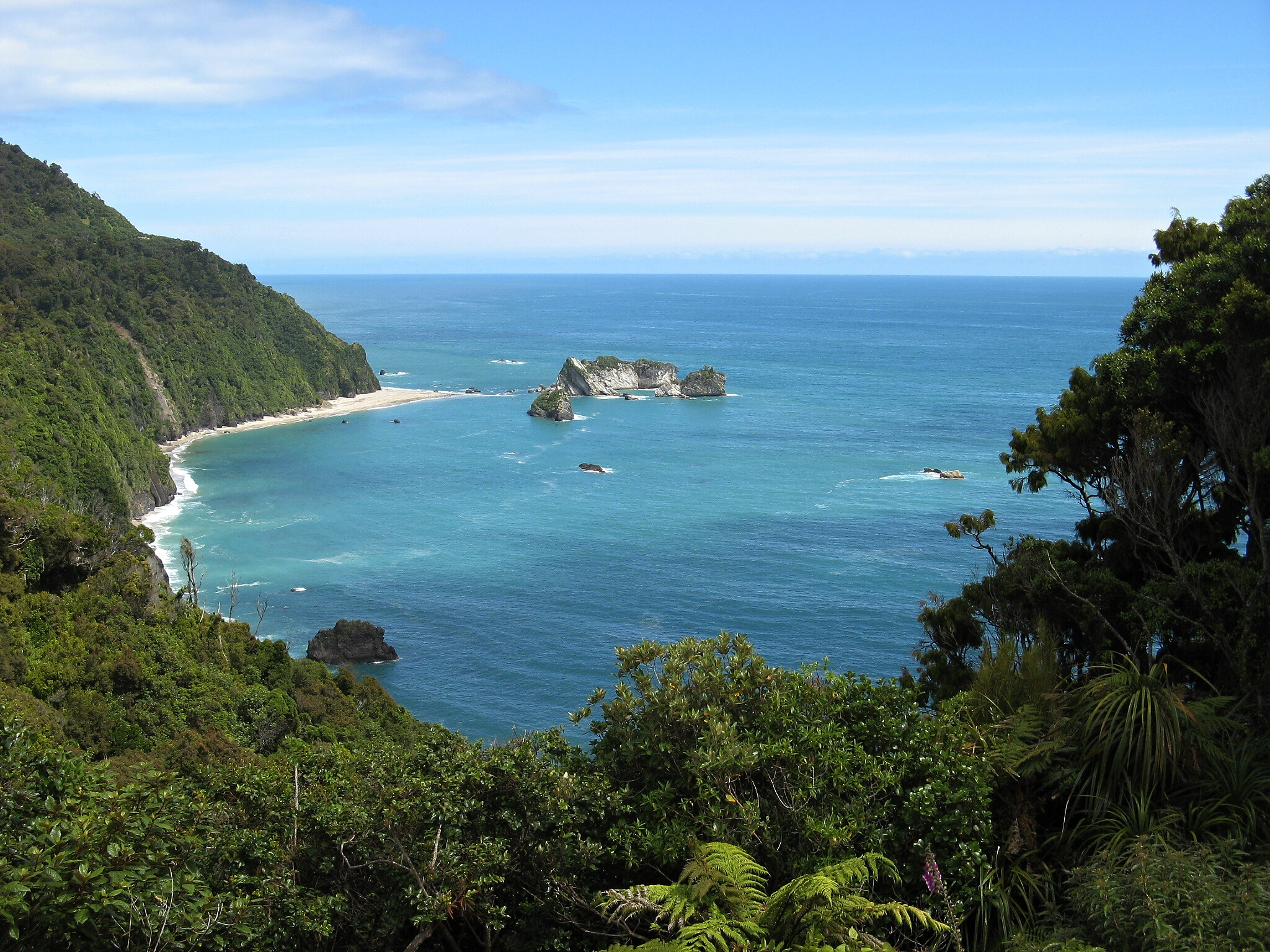
Litoral accidentado de la Región de la Costa Oeste de Nueva Zelanda.

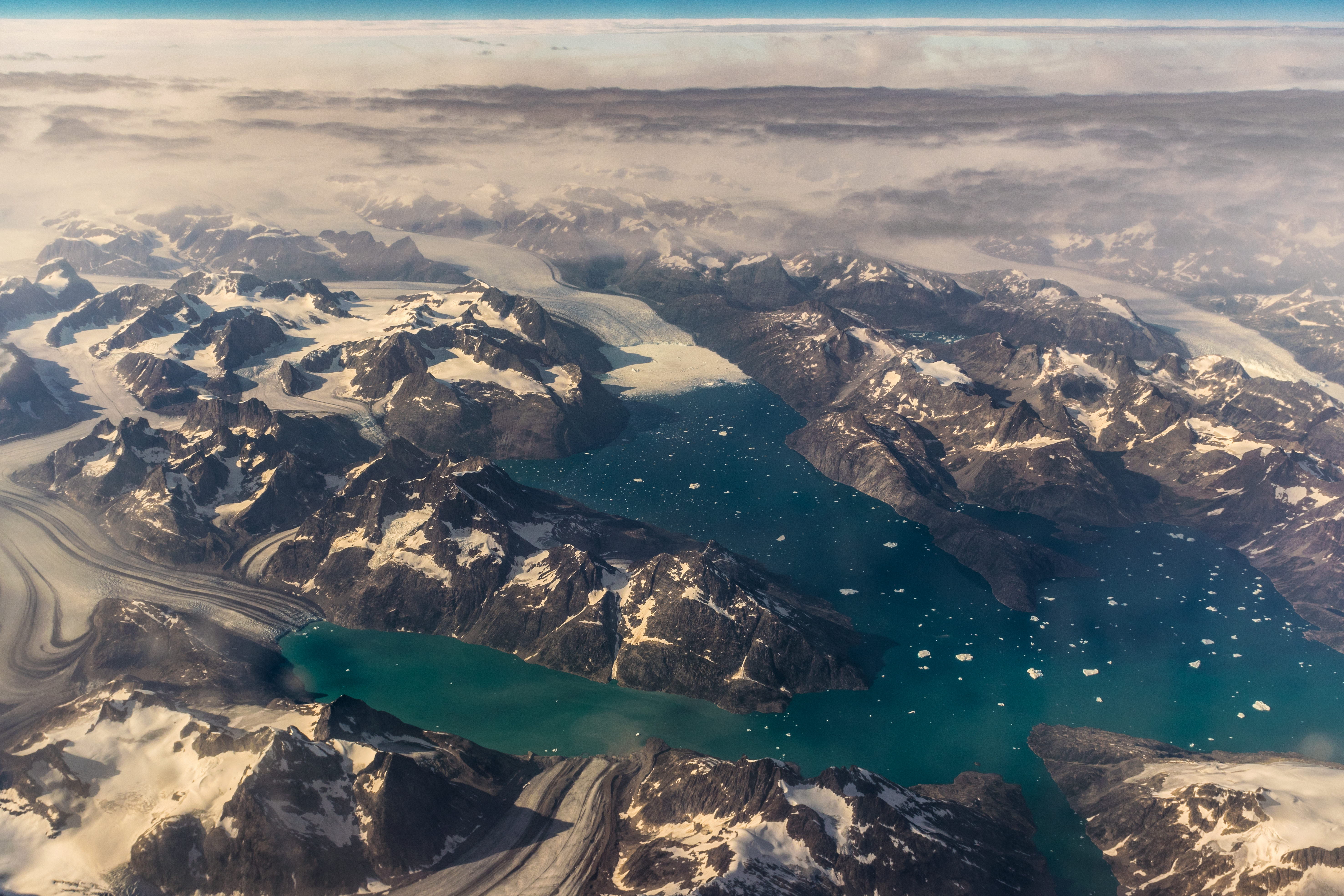
Costa sureste de Groenlandia.

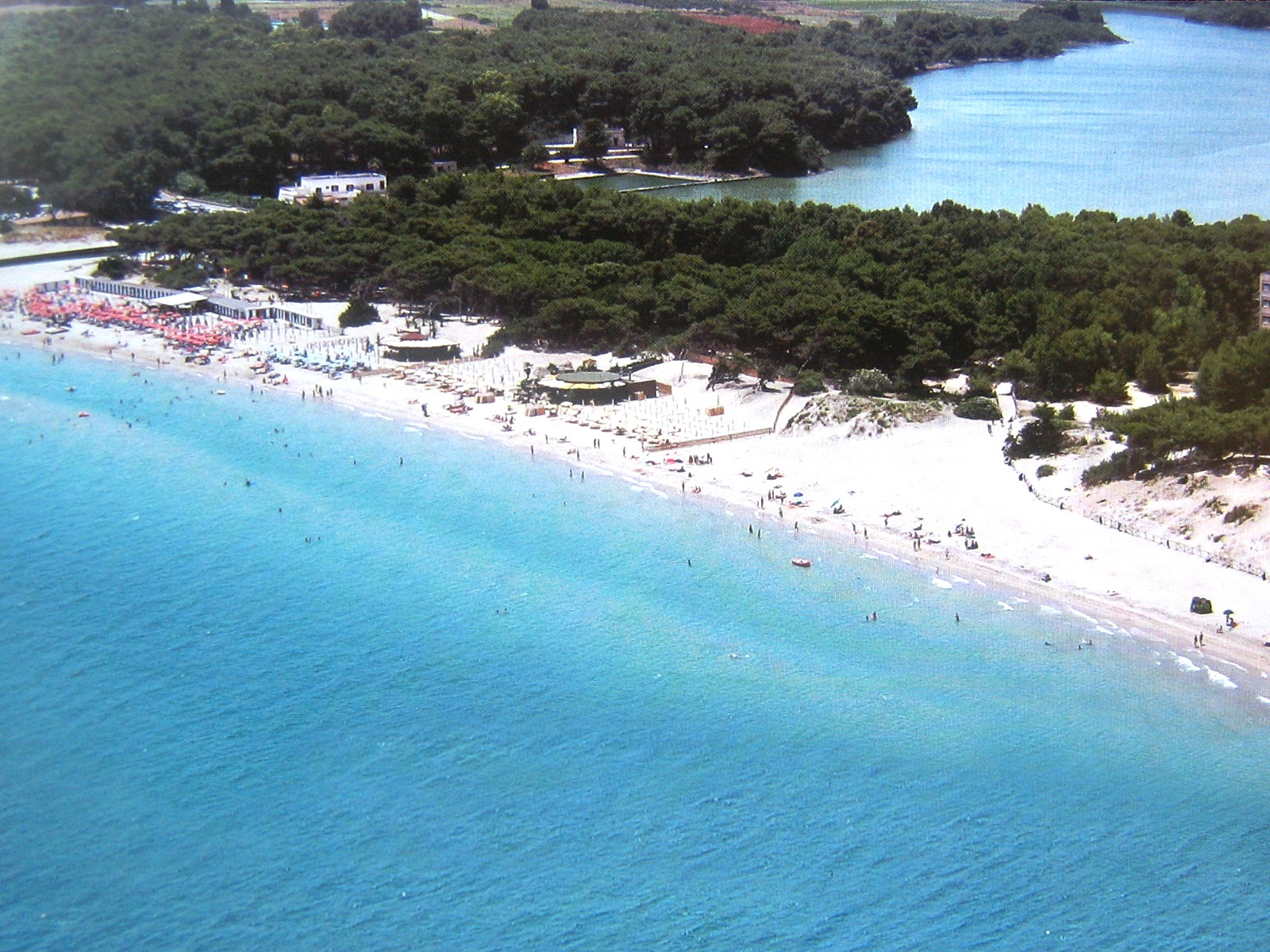
Costa en Otranto, Salento, Apulia, Italia.

Una costa, también llamada litoral, línea de costa o orilla del mar, es la tierra próxima al mar o la línea que forma el límite entre la tierra y el océano o un lago.  Las costas están influenciadas por la topografía del paisaje circundante, así como por la erosión inducida por el agua o las olas. La composición geológica de roca y suelo determina el tipo de costa que se forma. La Tierra contiene aproximadamente 620 000 km de costa.
Las costas son zonas importantes de los ecosistemas naturales, que suelen albergar una gran variedad de biodiversidad. En tierra albergan importantes ecosistemas como humedales de agua dulce o estuarios, que son importantes para las poblaciones de aves y otros animales terrestres. En las zonas protegidas de las olas, albergan marismas, manglares o pastos marinos, que pueden proporcionar hábitats de cría para peces, mariscos y otros animales acuáticos.   Los litorales rocosos suelen encontrarse a lo largo de costas expuestas y proporcionan hábitat para una amplia gama de organismos sésiles, como mejillones, estrellas de mar o percebes, y diversos tipos de algas.
En oceanografía física una orilla es la franja más amplia modificada geológicamente por la acción de la masa de agua pasada y presente, mientras que la playa se encuentra en el borde de la orilla, representando la zona intermareal cuando la hay.  A lo largo de las costas tropicales con aguas claras y pobres en nutrientes, los arrecifes de coral pueden encontrarse a menudo en profundidades de 1 a 50 metros.
Según un atlas elaborado por las Naciones Unidas, cerca del 44% de la población humana vivía a menos de 150 km del mar en 2013. Debido a su importancia en la sociedad y a sus altas concentraciones de población, las costas son importantes para grandes partes del sistema alimentario y económico mundial, y proporcionan muchos servicios ecosistémicos a la humanidad. Por ejemplo, en las ciudades portuarias se desarrollan importantes actividades humanas. La pesca costera (comercial, recreativa y de subsistencia) y la acuicultura son actividades económicas importantes y crean puestos de trabajo, medios de subsistencia y proteínas para la mayoría de las poblaciones humanas costeras. Otros espacios costeros como las playas y los balnearios generan grandes ingresos a través del turismo.
Los ecosistemas costeros marinos también pueden proporcionar protección contra la subida del nivel del mar y los tsunamis. En muchos países los manglares son la principal fuente de madera para combustible (por ejemplo, carbón vegetal) y material de construcción. Los ecosistemas costeros como los manglares y las praderas marinas tienen una capacidad de secuestro de carbono mucho mayor que muchos ecosistemas terrestres y por lo tanto pueden desempeñar un papel fundamental en un futuro próximo para ayudar a mitigar los efectos del cambio climático mediante la absorción de dióxido de carbono antropogénico atmosférico. 
Sin embargo, la importancia económica de las costas hace que muchas de estas comunidades sean vulnerables al cambio climático, que provoca aumentos de los fenómenos meteorológicos extremos y el aumento del nivel del mar, así como problemas relacionados como la erosión costera, la intrusión de agua salada y las inundaciones costeras. Otros problemas costeros, como la contaminación marina, los desechos marinos, el desarrollo costero y la destrucción del ecosistema marino, complican aún más los usos humanos de la costa y amenazan a los ecosistemas costeros.
Los efectos interactivos del cambio climático, la destrucción de hábitats, la sobrepesca y la contaminación del agua (especialmente la eutrofización) han provocado la desaparición de ecosistemas costeros en todo el mundo. El resultado ha sido el colapso de las poblaciones de peces, la pérdida de biodiversidad, el incremento de invasiones de especies exóticas y la pérdida de hábitats saludables. La atención internacional a estos problemas se ha plasmado en el Objetivo de Desarrollo Sostenible 14, «La vida bajo el agua», que establece metas para la política internacional centradas en la preservación de los ecosistemas costeros marinos y el apoyo a más prácticas económicas sostenibles para las comunidades costeras. Asimismo, las Naciones Unidas han declarado el período 2021-2030 como el Decenio de las Naciones Unidas para la Restauración de los Ecosistemas, pero la restauración de los ecosistemas costeros ha recibido una atención insuficiente.
Dado que las costas cambian constantemente, no se puede determinar el perímetro exacto de una línea costera; este problema de medición se denomina paradoja de la línea de costa. El término zona costera se utiliza para referirse a una región donde se producen interacciones de procesos marinos y terrestres. Los términos costa o riviera se utilizan a menudo para describir un lugar geográfico o una región situada en una línea costera, por ejemplo, la Costa del Sol o la Costa Brava en España, o la Riviera Maya en México, la Riviera francesa o La Riviera italiana. Las costas con una plataforma continental estrecha que están cerca del océano abierto se denominan pelágicas, mientras que otras están más resguardadas en un golfo o bahía. Una costa, por su parte, puede referirse a partes de tierra colindantes con cualquier gran masa de agua, incluidos océanos (costa marina) y lagos (costa lacustre). 

## Definición
Se denomina «costa» a la franja de unión de las tierras emergidas con las sumergidas, ya sea de un continente o de una isla. Generalmente se emplea el término al hablar de bordes marinos, aunque se usa también para designar costas lacustres o fluviales, aunque las orillas de los ríos se denominan riberas, y solo en ríos de gran anchura se podría hablar de verdaderas costas, por ejemplo en el Río de la Plata.
Por extensión, también se emplea la expresión para referirse a los sectores, tanto terrestres como acuáticos, próximos a la verdadera costa. Es por ello que se habla de «ciudades costeras», diferenciándolas de este modo de las situadas lejos de las costas, o de «peces costeros» como contraposición a los peces de hábitos pelágicos. En estos casos también se emplea el sinónimo de «litoral».

## La energía del mar

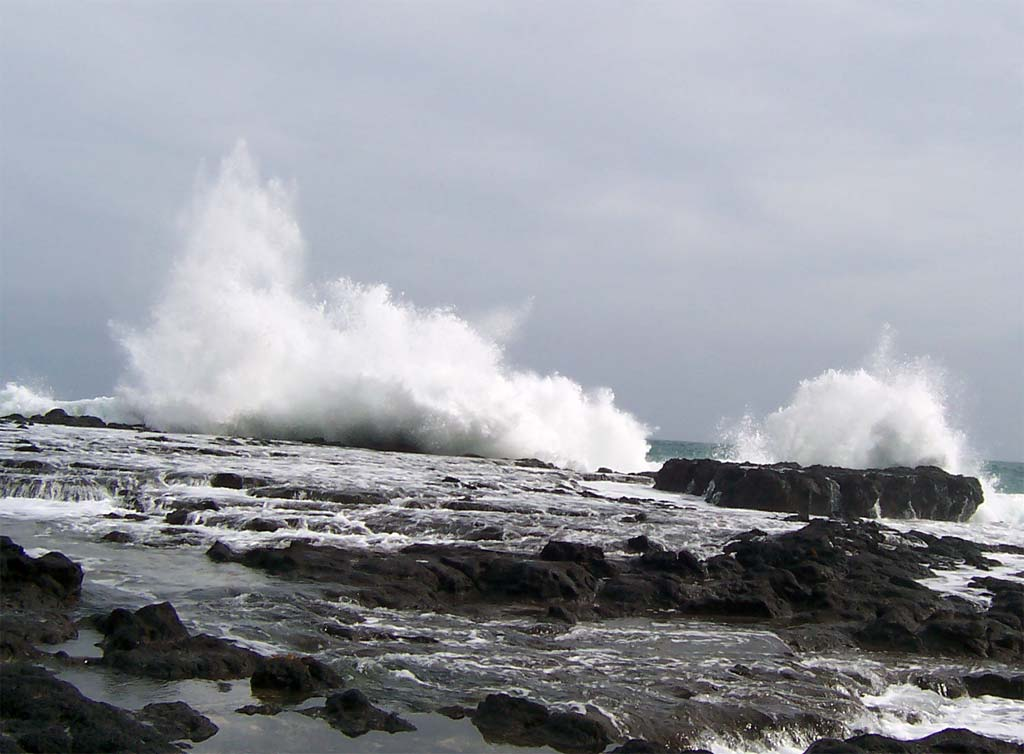
Olas rompiendo en la costa.

Las mareas y corrientes aportan a la zona costera parte de la energía del mar, pero las olas son el principal factor en la formación de las costas, al entregar la mayor parte de la energía que erosiona, transporta y deposita los sedimentos. Las olas que recorrieron largas distancias tienen una energía considerable como modeladoras de las costas.

### Corriente costera
En zonas donde predominan los vientos y las olas en un solo sentido, la capacidad del mar para transportar materiales a lo largo de la costa, en un sentido determinado, produce un proceso llamado "corriente de deriva costera" (no confundir con la corriente de deriva litoral).
El problema que se va a resolver, es el de encontrar la forma que adopta la superficie libre de una capa de agua que cubre toda la Tierra, cuando consideramos las fuerzas de atracción que ejercen el Sol y principalmente, la Luna.

## Playas
Son el resultado de los depósitos de olas constructivas, en general en zonas costeras de escasa energía, dependiendo en gran medida de la posición relativa de la línea de costa. Las playas pueden ser de sedimentos finos, como limo y arena, o de materiales más gruesos, como cantos rodados o también como combinación de estos tres elementos. El tipo de zona de rompiente, el tipo de sedimento, la energía de las olas, la amplitud de la marea y el efecto del viento determinará la forma de la playa.

## Costas erosivas

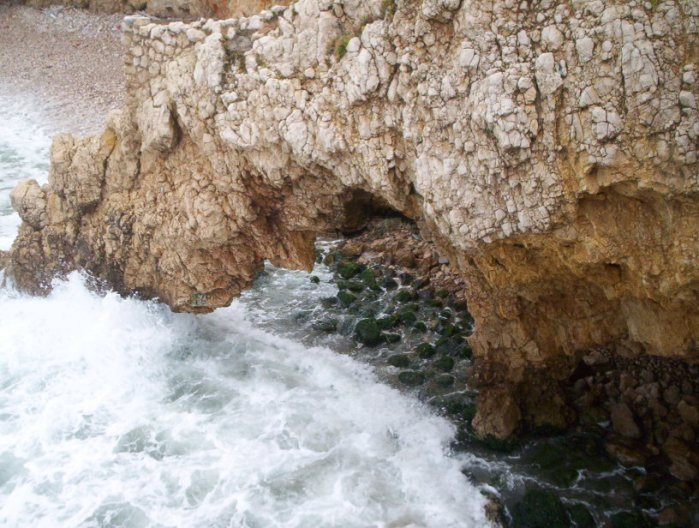
Erosión provocada por el mar en la costa de Sitges.

La erosión se produce en las costas que están expuestas a olas que han recorrido una gran distancia, o con vientos marinos que traen mucha energía. Estas costas están dominadas por acantilados, en cuya base se produce una plataforma erosionada por las olas. Sin embargo cuando la dinámica de una zona de rompiente en una playa cambia temporalmente hacia tipos en que predomina la acción erosiva se pueden observar en el paisaje, microacantilados de playa.
La erosión costera es producida a través de la acción hidráulica (la presión de las olas que rompen a los pies del acantilado) y del proceso por el cual los sedimentos del agua son arrojados contra la superficie rocosa.

## Formas de costas

### Costas de direcciones estructurales preponderantes

#### Costas de tipo Pacífico (longitudinales)
- Son paralelas a la línea de costa.
- Presentan un trazado rectilíneo, particularmente rígido cuando existe falla (costa de fallas), en las que el bloque hundido está sumergido.
- El plano de falla forma un falso acantilado que dificulta la acción marina cuando su base está por debajo de la rompiente de las olas.
- Región tipo: costa americana (California, Chile, Nueva Zelanda).

#### Costas de tipo Dálmata
- entra en contacto con cadenas de plegamiento paralelas a la línea costera.
- Se caracterizan por la existencia de islas alargadas cuyo origen está en la sucesión de sinclinales, sumergidos, y anticlinales, emergidos (islas) separados por surcos marinos poco profundos llamados “canales”.
- Las aguas de estas costas suelen ser tranquilas debido a la multitud de obstáculos que encuentran las corrientes y, sobre todo, las olas.
- Región tipo: Dalmacia (Croacia), Columbia Británica (Canadá) y Chile meridional.

#### Costas de tipo Atlántico (transversales)
- Las estructuras geológicas son perpendiculares a la línea de costa.
- Su trazado presenta entrantes y salientes continuos y muy definidos.
- Hay pues multitud de cabos y golfos profundos consecuencia de la inundación de las estructuras (plegadas, apalachenses o falladas) en las que se inunda el graben o fosa y emerge el horst.
- Las debidas a la sumersión de cadenas de plegamiento presentan bahías en forma de hoz separadas por promontorios disimétricos (costa de Argelia).
- Región tipo:
  - Plegadas: costa de Niza, del Noreste de Túnez y del Sur del Peloponeso.
  - Apalachenses: costas occidentales de Bretaña y del Sureste de Irlanda.
  - Falladas: costas occidentales de Córcega y de Turquía.

#### Costas volcánicas
- Suelen ser muy recientes o incluso activas.
- Son costas con accidentes geográficos que apenas han sido destruidas.
- Aparecen en volcanes aislados o en archipiélagos alineados a lo largo de las grandes fracturas tectónicas terrestres (Kuriles, Aleutianas, Indonesia), o sobre las dorsales oceánicas (Canarias, Azores, Islandia).
- Cuando se abre una brecha en el cono, el mar invade la caldera formando una bahía y una isla con forma de herradura o múltiples islas que rodean la caldera (Santorini, Nisida, Galápagos).
- La multiplicación de los volcanes a lo largo de las costas da lugar a un trazado lobulado cuyos cabos son las lenguas de lava más o menos recientes (Campos Flégreos en Nápoles, Italia).

### Costas de modelado subaéreo (con erosión)

#### Costas derías
Término que indica un valle fluvial invadido por el mar. Costa accidentada, resultado de la inmersión de una masa de tierra mucho más erosionada por la acción de los ríos (las desembocaduras se inundan).
Generalmente sobre rocas metamórficas y cristalinas.
Su localización depende de la red de fallas o la existencia local de rocas menos resistentes.
El tipo clásico es el de ría abierta, con forma de embudo orientado hacia el mar. También el de la ría en botella, cuya salida está cerrada por un paso más estrecho.
Ante la salida de las rías suele haber islas, restos de rocas resistentes.

#### Costas de fiordos

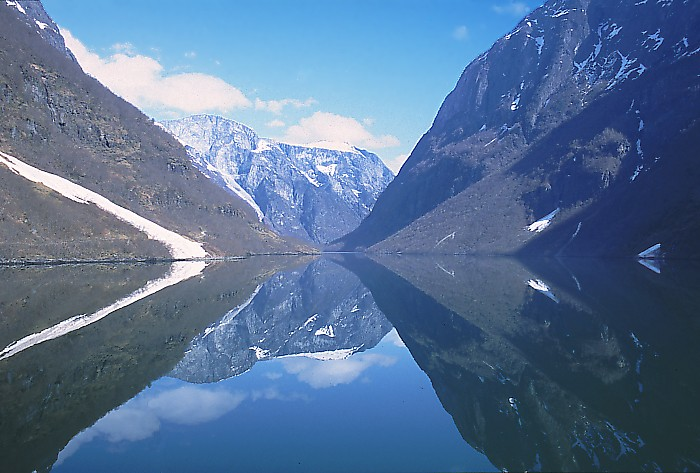
Fiordo de Sognefjord en Noruega.

- Está fuertemente indentada por las paredes abruptas de los fiordos (término noruego), que son valles glaciares sumergidos con forma de artesa.
- La desaparición de la lengua glaciar conlleva la liberación del peso del hielo y el consiguiente ascenso isostático del continente, produciendo un contacto muy variable entre la tierra y el mar que ha dificultado la erosión marina.
- El fiordo presenta una entalladura muy profunda modelada sobre rocas resistentes.
- Normalmente están ramificados.
- Su localización depende de la red de fallas o la existencia local de rocas menos resistentes.
- Sus paredes son abruptas, casi verticales, con valles colgados que vierten sus aguas en forma de cascadas.
- La sedimentación es pobre y además la profundidad de los valles (de hasta 1200 m) dificulta la emersión de depósitos.
- Región tipo: bordes occidentales de los continentes (Noruega, Alaska, Canadá, Chile, Nueva Zelanda). En Escocia se les llama “loch” (valle de sobreexcavación glaciar).

#### Costas cubiertas por un inlandsis

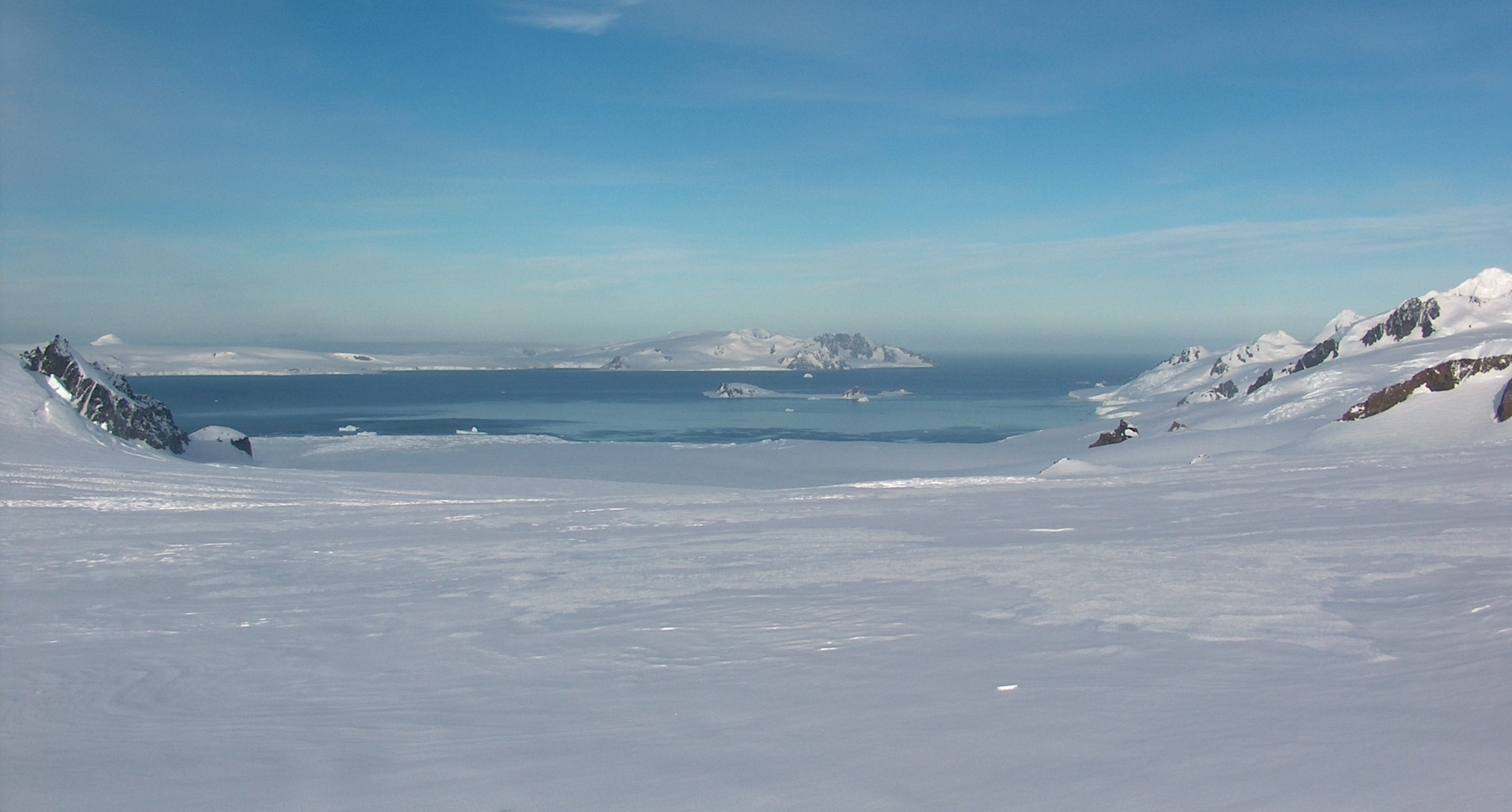
Costa cubierta por inlandsis en Antártida.

- Están cubiertas por grandes glaciares.
- Las formas dependen de los modelados locales, ya sean de excavación o de sedimentación.
- Suelen presenta múltiples entalladuras y estar precedidas de islas bajas.
- Son muy característicos los amplios lóbulos fan bahías abiertas poco profundas.
- Región tipo: Vatnajökull (Islandia), Groenlandia, Canadá y Antártida.

#### Costas de calas
- Se puede considerar como un caso particular de costas, pero presenta entrantes que terminan en fondo de saco y la litología suele ser caliza.
- Son resultado de la sumersión de cañones, dolinas o poljés. También de antiguas grutas cuyo techo se ha hundido.
- En regiones kársticas de mayor evolución aparecen delante de la línea costera, unos islotes escarpados, torres y pitones.
- En estas zonas, la acción del mar se reduce debido a lo intrincado de la costa. Y la ausencia de cursos de agua superficiales no le da el perfil longitudinal de los valles.
- Región tipo: Mar Mediterráneo (Islas Baleares, Costa Brava, Provenza, Córcega)

#### Costas con skiar
- Las costas con skiar (escollos en las lenguas escandinavas) se deben a la inundación de una llanura de erosión glaciar en la que emergen las rocas aborregadas.
- Presentan múltiples y minúsculos archipiélagos rocosos, bajos y prácticamente desnudos.
- Los escollos rocosos también forman skiargaard delante de las costas de fiordos y de inlandsis.
- Costas bajas erosionadas por los glaciares que dejaron gran cantidad de pequeñas islas.
- Región tipo: Finlandia (islas Aland) y Suecia y en el suroeste de Namibia.

### Costas de abrasión

#### Costas acantiladas
- Bordean mares agitados por fuertes oleajes.
- Aparecen normalmente en regiones montañosas o de macizos antiguos o escudos.
- También aparecen en rocas sedimentarias compactadas como las calizas.
- Los acantilados más verticales se presentan sobre las rocas más sensibles a la acción mecánica y lo suficientemente coherentes como para mantener la verticalidad (calizas y cuarcitas principalmente).
- Región tipo: Caux (Francia), Gales, Escocia y Sureste de Inglaterra, Irlanda, Asturias, litoral de Granada, Argelia, Nueva Zelanda, costa pacífica de América, etc.

### Costas de acumulación

#### Costas de isla barrera
- Se caracterizan por la existencia de un largo cordón litoral arenoso paralelo a la línea de costa inicial.
- La longitud de estos cordones puede llegar a ser de varias decenas de kilómetros, viéndose interrumpido por pasos denominados graos que permiten la renovación del agua somera del lago.
- Cuando el cordón está aislado a varios kilómetros se habla de costas con islas barrera y delimitan un ancho canal marino.
- Algunos brazos del cordón pueden estar enlazados con la costa y aislar lagunas formando costas de lidos.
- Son propias de mares con escasa amplitud de marea y golfos extensos donde las corrientes de deriva disponen de volúmenes sedimentarios importantes (Mediterráneo, Mar Negro, Mar Báltico, Golfo de México).
- Región tipo:
  - Costas de isla barrera: costa de Carolina del Norte (EE. UU.)
  - Costas de lidos: costas del Véneto (Italia), costas del Languedoc (Francia), costas del Sureste del Mar Báltico (Polonia-Rusia), costas de Ucrania, costas de Texas (EE. UU.), costa oriental de Madagascar.

#### Costas pantanosas con marismas y manglares
- Aparecen en el dominio fluviomarino.
- Son costas muy bajas, llanas y monótonas.
- Se localizan en mares con plataformas continentales poco profundas capaces de acoger los derrubios finos que aportan los grandes ríos.
- La vegetación juega un destacado papel en su desarrollo y diversificación. Cuando en las zonas pantanosas hay manglares se denomina costa con manglares.
- Región tipo:
  - Costas con marismas: costa oriental del Mar del Norte (Países Bajos, Alemania), Doñana.
  - Costas con manglares: costas de Guayana, costas del Mar Caribe (Cuba, Guatemala, etc.).

#### Costas deltaicas
- Su configuración se debe más a la acción de los cursos de agua que a los agentes marinos.
- Aparecen en mares con mareas y corrientes débiles y siempre que la plataforma continental tenga poca profundidad.
- Existen varios tipos fundamentales: arqueado, digitado y triangular.
- Los deltas coalescentes forman llanuras deltaicas.
- Región tipo:
  - Deltas aislados: Deltas del Orinoco, Ebro, Ródano, Nilo, Misisipi, Ganges.
  - Deltas coalescentes: costas del Ártico canadiense, de Siberia, de Bengala, de Guinea, etc.

#### Costas dunares
- La formación de dunas determina la línea de costa.
- Presencia de un ancho cordón de dunas que puede extenderse durante cientos de kilómetros y elevarse decenas de metros.
- Hacia el interior suelen presentarse diversos niveles de dunas (primarias, secundarias y terciarias).
- El agua de arroyada puede quedar atrapada en el interior del cordón dunar formando rosarios de lagos de agua dulce colgados ligeramente por encima del nivel del mar.
- Se localizan en zonas de amplios esteros barridos por la brisa del mar o en desiertos costeros.
- Regiones tipo: Gascuña (Francia), Doñana, Sureste del Mar Báltico, Desierto de Namibia, Provincia de Bs. As. Argentina, Sureste de Uruguay, Sur de Brasil.

#### Costas de arrecifes coralinos
- Su crecimiento se debe a la acción de una serie de organismos: corales y algas.
- Cuando se desarrollan forman depósitos de carbonato cálcico denominados arrecifes coralinos.
- A medida que los corales mueren otros nacen sobre sus esqueletos calcáreos depositados.
- Cuando el coral se rompe debido a la acción de las olas, los fragmentos pulverizados se acumulan en playas de arena blanca.
- Las costas coralinas se originan en las caldeadas aguas tropicales, entre los 30° lat. N y los 25° lat. S.
- Requieren una temperatura superior a 20 °C, poca profundidad, aguas limpias y bien aireadas (expuestas).
- Región tipo: Gran Barrera de Coral de Australia, Polinesia, Maldivas, Colombia, Mar Rojo, Mar Caribe.

#### Costas de estuarios

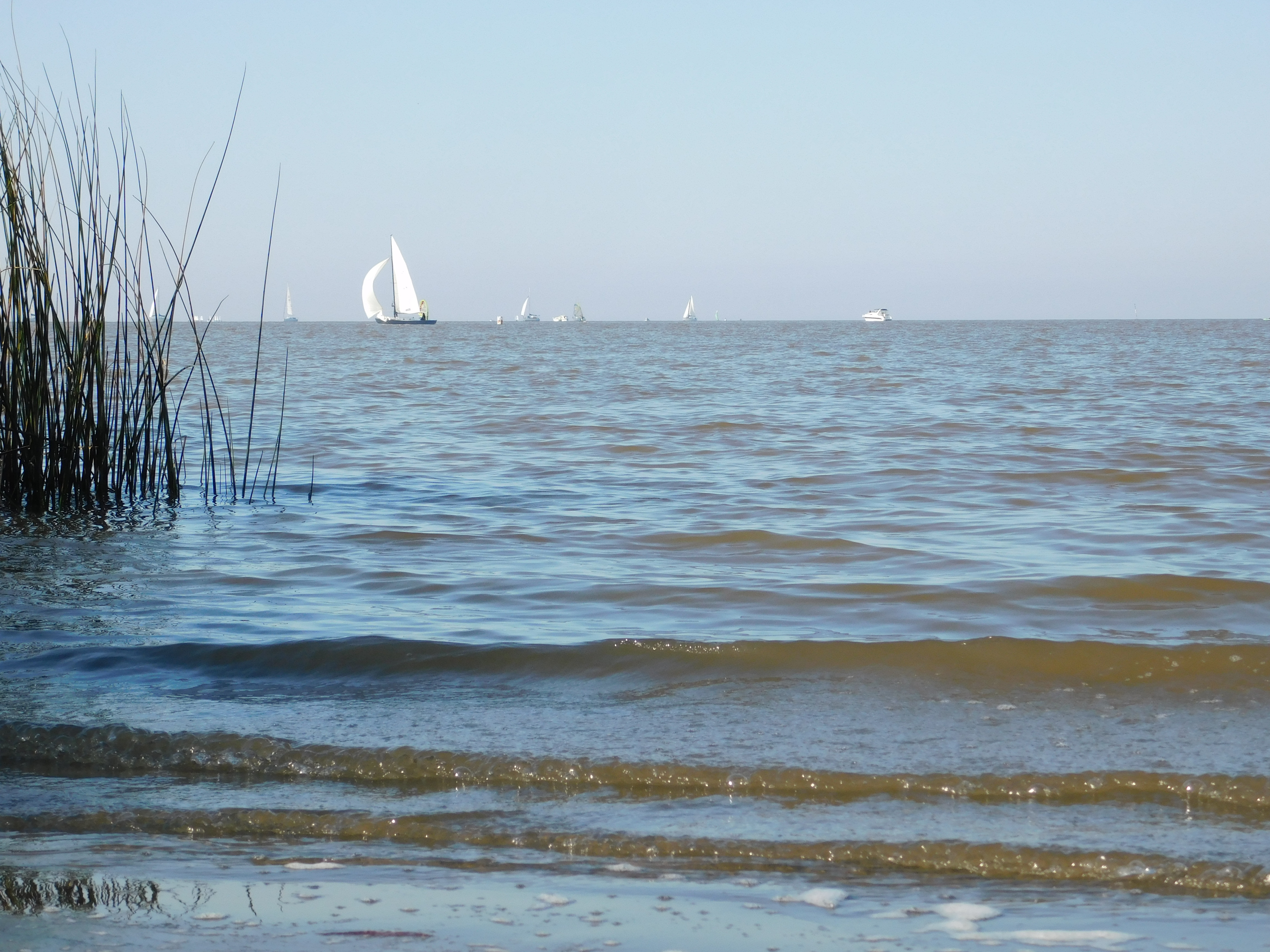
Vista del estuario del Río de la Plata, foto tomada al norte de la Ciudad de Buenos Aires.

- Presenta caracteres ligados a la inundación del curso fluvial.
- Su forma depende de la dinámica de las aguas corrientes y su interacción con las mareas.
- Está muy asociada a las costas de marismas y de islas barrera.
- Región tipo: estuarios de los ríos Garona, Sena, Tajo en Europa y el Río de la Plata en América del Sur.

#### Costas de acumulación glaciar
- Las costas son bajas y verdes, con bruscos ensanchamientos y contrapendientes.
- La erosión marina, fácil en los materiales morrénicos, y la acumulación rápida en esas aguas poco profundas, regularizan rápidamente este tipo de costa.
- Región tipo: Jutlandia (Dinamarca), costa de Maine (Noreste de Estados Unidos).

## Paisajes costeños

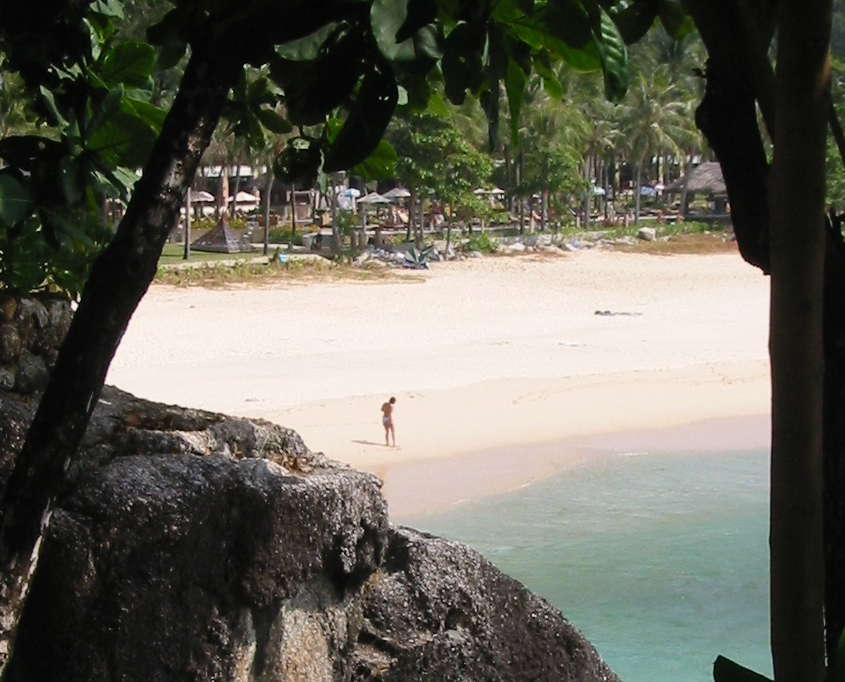
Playa de Kata Noi, Phuket, Tailandia

Entre los accidentes geográficos que alteran la continuidad de la costa y determinan su paisaje, los hay salientes: cabo, promontorio, punta, delta, etc., o entrantes: golfo, estuario, fiordo, ría, bahía, ensenada, etc.
Además de depender de los procesos de sedimentación y de la erosión, los paisajes costeros dependen también de la posición relativa de la línea de costa.
Los seres humanos también afectan el paisaje. Entre las acciones más importantes está la construcción de defensas costeras, tanto para reducir el peligro de inundaciones en las zonas bajas y también para controlar la erosión. Las tierras ganadas al mar como en el caso de los Países Bajos (pólders), constituyen 2227 km².
Los paisajes costeros y la dinámica natural que las afecta son el objeto de estudio de la geografía litoral.